# 3290 Azabu
3290 Azabu este un asteroid din centura principală, descoperit pe 19 septembrie 1973 de Cornelis van Houten.